# Lucie Potůčková
Lucie Potůčková (* 1. září 1975 Liberec) je česká politička a právnička, od října 2021 poslankyně Poslanecké sněmovny PČR, od roku 2014 starostka městyse Mladé Buky na Trutnovsku, členka hnutí STAN.

## Život
V roce 1993 absolvovala Gymnázium F. X. Šaldy v Liberci. V letech 1995 až 2000 vystudovala Právnickou fakultu Masarykovy univerzity (získala titul Mgr.).
Hned po dokončení studií v roce 2000 odjela nabrat zkušenosti do USA. Po návratu nastoupila na Okresní úřad v Liberci a později jako vedoucí majetkoprávního oddělení na Krajský úřad Libereckého kraje. Následně se přestěhovala z Liberce do Krkonoš. Než vstoupila do komunální politiky, pracovala na odborných právních překladech zákonů, soudních rozhodnutí a nejrůznější smluvní dokumentaci.
Lucie Potůčková žije v městysi Mladé Buky na Trutnovsku, konkrétně v části Hertvíkovice. Má dvě děti, dceru a syna. Mezi jejími koníčky patří cestování, horská turistika a veškeré outdoorové sporty.

## Politické působení
V komunálních volbách v roce 2014 byla jako nezávislá zvolena zastupitelkou městyse Mladé Buky, a to na kandidátce subjektu „VOLBA PRO MLADÉ BUKY“. V listopadu 2014 se navíc stala uvolněnou starostkou obce. Mandát zastupitelky obce obhájila ve volbách v roce 2018 jako nezávislá na kandidátce subjektu „MLADOBUČÁCI“, a to z pozice lídryně kandidátky. V listopadu 2018 byla opět zvolena starostkou obce. V komunálních volbách v roce 2022 kandidovala do zastupitelstva Mladých Buků jako lídryně kandidátky sdružení nezávislých kandidátů „MLADOBUČÁCI“. Mandát zastupitelky městyse se jí podařilo obhájit. Dne 14. října 2022 byla opět zvolena starostkou městyse.
V krajských volbách v roce 2016 kandidovala jako nestranička za hnutí Východočeši (VČ) na kandidátce subjektu „STAROSTOVÉ A VÝCHODOČEŠI“ do Zastupitelstva Královéhradeckého kraje, ale neuspěla. Zvolena nebyla ani ve volbách v roce 2020 již jako členka hnutí STAN na kandidátce subjektu „Občanská demokratická strana + STAROSTOVÉ A NEZÁVISLÍ a VÝCHODOČEŠI“, skončila jako první náhradnice.
Ve volbách do Poslanecké sněmovny PČR v roce 2017 kandidovala jako nestranička za hnutí STAN v Královéhradeckém kraji, ale neuspěla. Ve volbách do Poslanecké sněmovny PČR v roce 2021 kandidovala již jako členka hnutí STAN na 7. místě kandidátky koalice Piráti a Starostové v Královéhradeckém kraji. Vlivem 10 910 preferenčních hlasů však nakonec skončila první, a byla tak zvolena poslankyní.
Ve volbách do Evropského parlamentu v červnu 2024 kandidovala jako členka hnutí STAN na 5. místě kandidátky koalice „Starostové a osobnosti pro Evropu“ (tj. STAN, SLK a nezávislí). Ve volbách získala 4 793 preferenčních hlasů a skončila jako čtvrtá náhradnice.
Ve volbách do Poslanecké sněmovny PČR v roce 2025 kandiduje na 2. místě kandidátky hnutí STAN v Královéhradeckém kraji.

### Odmítnutá návštěva ministryň
Do širšího povědomí veřejnosti se dostala v červenci 2021, když odmítla jako starostka návštěvu ministryně financí ČR Aleny Schillerové a ministryně pro místní rozvoj ČR Kláry Dostálové (obě z hnutí ANO 2011) ve své obci. Ministryně chtěly navštívit opravenou školu. Potůčková k tomuto nápadu na Twitteru doslova uvedla: „Tak se ke mně chtějí prijet blejsknout KD z MMR a AS z MF. Prý že máme krásný projekt z IROP. Nene, děvenky, sami jsme jako obec postavili, sami jsme zařídili a děkovat budem pouze EU directissimo. Škola je přes léto zamčená a vetřelce do ní nepouštíme. Foťte se před Penamem.“